# Sankt Ulrich (Mücheln)

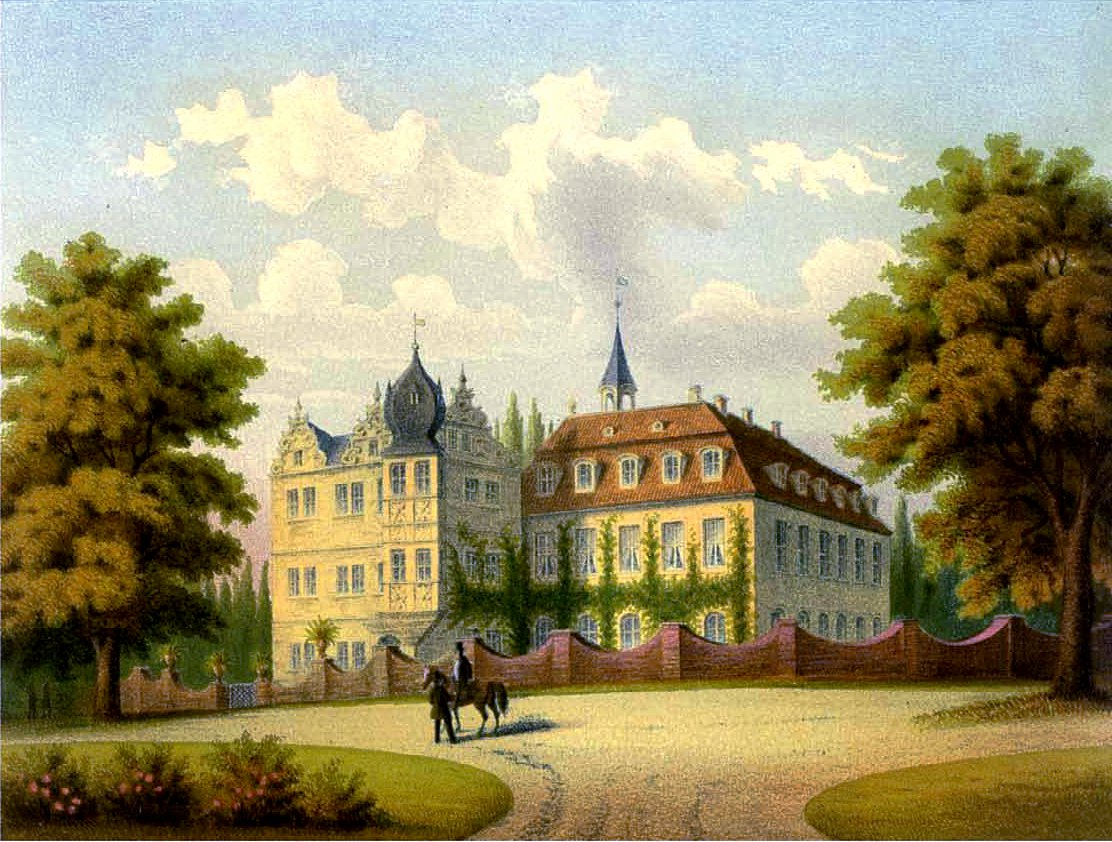
Wasserschloss St. Ulrich um 1860, Sammlung Alexander Duncker

Sankt Ulrich ist ein Ortsteil der Stadt Mücheln (Geiseltal) im Saalekreis in Sachsen-Anhalt.

## Geografie
Sankt Ulrich liegt westlich von Mücheln an der oberen Geisel. Der Ortsteil geht nahtlos in das Stadtgebiet von Mücheln über.

### Nahverkehr
Im öffentlichen Nahverkehr ist Sankt Ulrich über die Haltestelle Mücheln, St. Ulrich mit folgenden Linien erreichbar:
- Bus 702 (PNVG Merseburg-Querfurt): Querfurt – Albersroda – Jüdendorf – Gleina – Mücheln – Sankt Ulrich – Sankt Micheln (nur eine Einzelfahrt je Richtung an Schultagen)
- Bus 726 (PNVG Merseburg-Querfurt): Merseburg – Delitz – Oberwünsch – Mücheln – Sankt Ulrich – Sankt Micheln (nur eine Einzelfahrt je Richtung an Schultagen)
- Bus A (PNVG Merseburg-Querfurt): Sankt Micheln – Sankt Ulrich – Mücheln – Stöbnitz

## Geschichte
Bereits im 12. Jahrhundert befand sich im Ort eine Wasserburg, deren Graben von der damals noch sehr wasserreichen Geisel gespeist wurde. Im 15. Jahrhundert entstand am Platz der Burg das Wasserschloss St. Ulrich. Von 1528 bis 1764 befanden sich Schloss und Rittergut im Besitz der Familie von Breitenbauch.

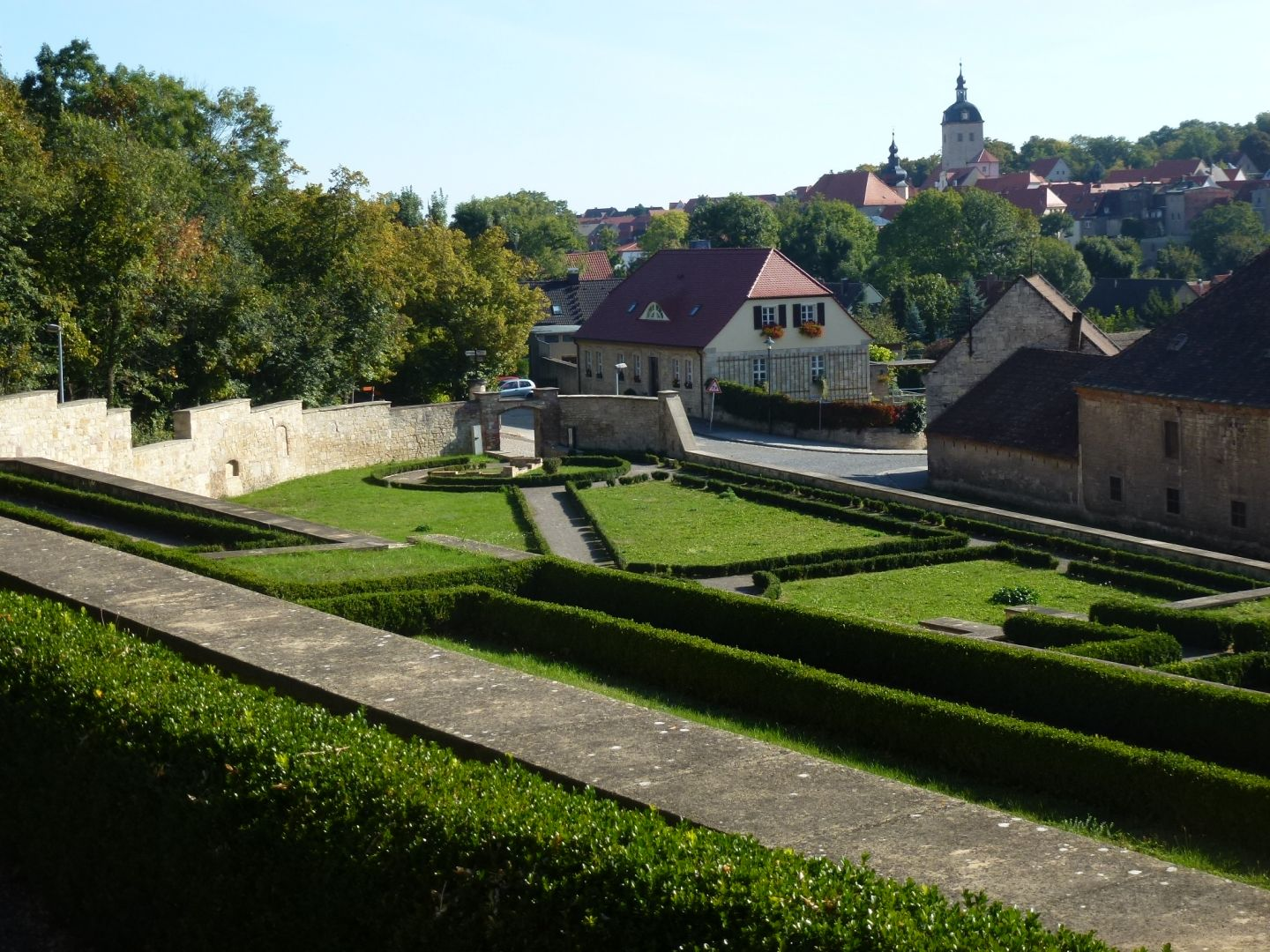
Barockgarten

Um 1720 ließ der damalige Besitzer, ein Herr von Breitenbauch, benachbart zu Schloss und Gut am sonnigen Südhang der Geisel einen Barockgarten nach französischem Vorbild und daneben einen Landschaftspark im englischen Stil anlegen. 1770 kaufte Johann Heinrich von Helldorff, Domherr des Hochstiftes Merseburg, das gesamte Anwesen. Schloss, Rittergut, Schlosspark und Terrassengarten blieben nun bis zur entschädigungslosen Enteignung 1945 im Besitz der Familie von Helldorff. Das Rittergut wurde danach Volkseigenes Gut (VEG).
Sankt Ulrich gehörte bis 1815 zum wettinischen, später kursächsischen Amt Freyburg. Durch die Beschlüsse des Wiener Kongresses kam der Ort zu Preußen und wurde 1816 dem Kreis Querfurt im Regierungsbezirk Merseburg der Provinz Sachsen zugeteilt, zu dem er bis 1944 gehörte. Am 1. Oktober 1939 wurde Sankt Ulrich in die Stadt Mücheln eingemeindet.

## Sehenswürdigkeiten
- Wasserschloss

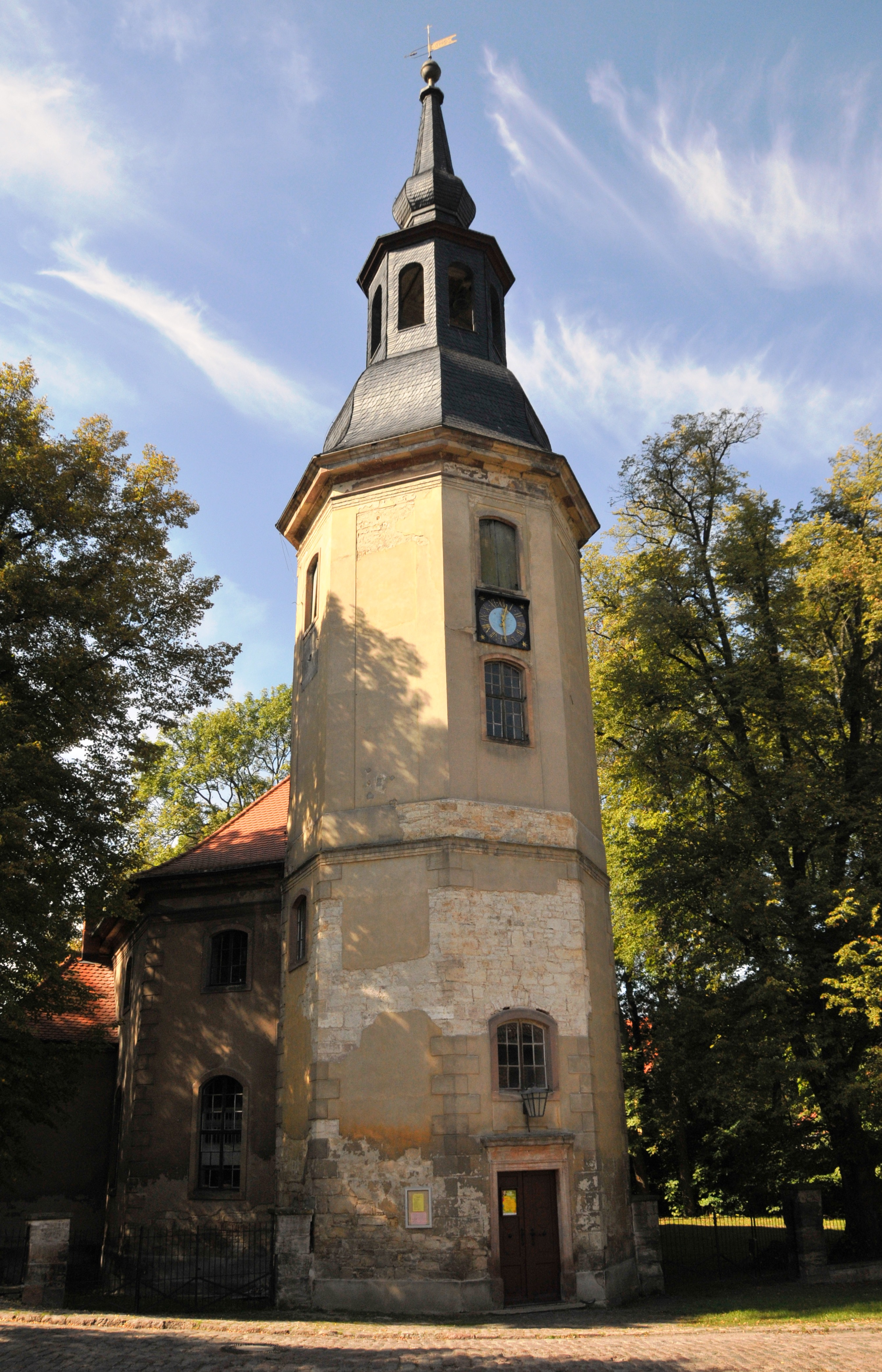
Lutherkirche

- Schlosskirche: Lutherkirche. Sie wurde im Barockstil von 1790 bis 1795 durch den Merseburger Stiftsbaumeister J.W. Crysellius errichtet. Die stilistisch reizvolle Ausstattung ist erhalten. In der Kirche finden sich wertvolle Grabplatten. 1987 bis 89 erfolgte eine Innensanierung, 1992 bis 93 die Außensanierung.
- Der Landschaftspark wurde um 1720 als Schlosspark parallel zum Barockgarten unter den von Breitenbauch angelegt. Nach 1945 kam es zu Verlusten, die Anlage wurde aber 1977 zum „Geschützten Park“ erklärt. Er weist 250 Jahre alte Bäume auf und macht wieder einen gepflegten Eindruck.
- Barockgarten